# Песня лютни
«Песня лютни» (англ. Lute Song) — мюзикл, премьера которого на Бродвее состоялась в 1946 году. Музыку написал Рэймонд Скотт, а либретто — Сидни Ховард и Уилл Ирвин (англ. Will Irwin). В основе сюжета лежит китайская пьеса «Пипа цзи» («Песня лютни») Гао Мина, созданная в XIV веке. «Песня лютни» не завоевала любовь публики, но именно на ней актриса Мэри Мартин познакомилась с неизвестным в то время Юлом Бриннером, которого впоследствии рекомендовала Ричарду Роджерсу и Оскару Хаммерстайну как подходящего кандидата на главную мужскую роль в мюзикле «Король и я» (1951). Кроме того, это первое и единственное появление на сцене Бродвея Нэнси Рейган, будущей первой леди США.

## Сюжет
Мюзикл повествует о судьбе молодого китайца (в оригинальной пьесе — Цай), оставившего жену и родителей, чтобы сделать себе карьеру в столице. Он женится на дочери высокопоставленного чиновника. После ухода Цая в его родном городе начинает свирепствовать голод, бывшая жена вынуждена заботиться о стареющих родителях Цая, но они умирают один за другим, несмотря на её отчаянные усилия. Девушка отправляется в столицу, чтобы найти мужа, становится попрошайкой, а затем монахиней.

## Постановка
Премьера спектакля, поставленного под руководством Джона Хаусмана, состоялась 6 февраля 1946 года в Plymouth Theatre, а закрыт он был 8 июня того же года. «Песня лютни» выдержала 142 представления. Главные роли исполнили Мэри Мартин, Юл Бриннер, Милдред Даннок и Огастин Дункан (англ. Augustin Duncan). Похвал удостоились экзотические костюмы и декорации Роберта Эдмонда Джонса, актёрская игра Мэри Мартин.